# Barbus punctitaeniatus
Barbus punctitaeniatus är en fiskart som beskrevs av Daget, 1954. Barbus punctitaeniatus ingår i släktet Barbus och familjen karpfiskar. IUCN kategoriserar arten globalt som livskraftig. Inga underarter finns listade.